# 表面技術協会
一般社団法人 表面技術協会（ひょうめんぎじゅつきょうかい、英語: The Surface Finishing Society Of Japan (SFJ)）は、日本の学術研究団体の一つ。

## 概要
1950年2月18日設立。学術研究団体としての種別は単独学会。
材料表面に関する学理及び技術の進歩普及に関する事業を行い、学術・産業の発展に寄与することを目的としている。
国内においては日本工学会に、国際学術連合体としてはInternational Union for Surface Finishingに加入している。
国際会議としては、Interfinish 2020を共催した。

## 沿革
- 1946年 - 日本学術振興会の第98鍍金及金属着色小委員会発足（前身）。
- 1948年 - 金属表面技術協会発足。
- 1950年 - 社団法人金属表面技術協会設立。
- 1989年 - 社団法人表面技術協会に改称。
- 2011年 - 一般社団法人表面技術協会移行。

## 刊行物

### 表面技術
- 誌名（和文）：表面技術
- 誌名（欧文）：Journal of The Surface Finishing Society of Japan
- 創刊年：1989
- 資料種別：ジャーナル（査読付き論文を含む）
- 使用言語：日本語（英文抄録あり）
- 発行形態：印刷体、eジャーナル
- 著作権帰属先：学会
- クリエイティブコモンズ：定めていない
- 購読：有料